# Goubellat
Goubellat (arabe : ڨبلاط) est une ville du nord de la Tunisie située à une cinquantaine de kilomètres à l'est de Béja.
Rattachée au gouvernorat de Béja, elle constitue une municipalité comptant 4 128 habitants en 2014 ; elle est le chef-lieu d'une délégation comptant 16 383 habitants en 2004 dont 12 642 vivent en milieu rural, soit 77 % des habitants.
La ville est entourée d'une région agricole de 31 500 hectares dont 3 850 hectares d'arbres fruitiers et 3 300 d'oliviers.
De plus, la ville cherche à développer ses activités industrielles par l'extension de la zone industrielle d'une superficie de neuf hectares. En effet, elle tente de capter des investissements nouveaux en faisant valoir la liaison autoroutière avec Tunis qui n'est plus située qu'à une demi-heure depuis l'inauguration de l'A3 en 2005.

## Tremblement de terre
Goubellat se situe dans une région sismique. Le 17 juin 2004 à 2 h 37 (heure locale) a lieu un séisme de magnitude 3,2 sur l'échelle de Richter. Toutefois, les habitants n'en ressentent pas les secousses qui ne provoquent pas de dégâts ; les analyses des stations sismologiques de l'Institut national de la météorologie situent l'épicentre du séisme à 36,37 degrés de latitude nord et 9,67 degrés de longitude est, c'est-à-dire au sud-est de la ville.